# Gubbröra

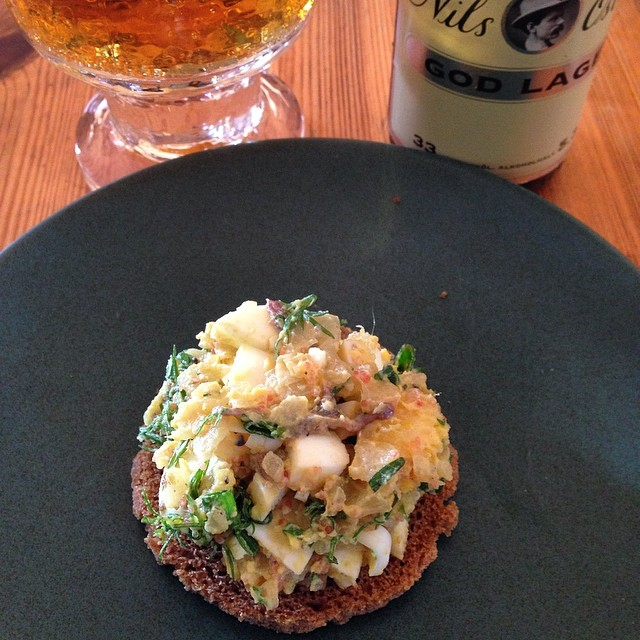
Gubbröra som förrätt.

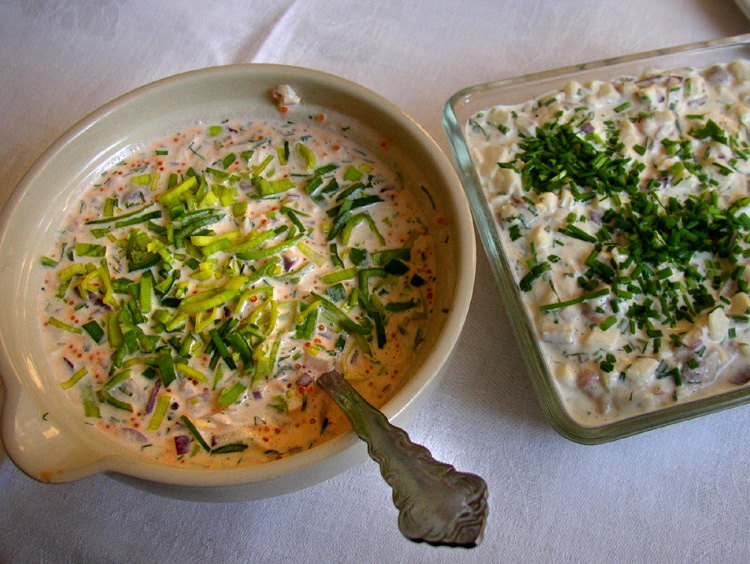
Gubbröra med gräslök (till höger)

Gubbröra är en maträtt vanligen bestående av hackad ansjovis (med eller utan spad), kokt ägg, gräslök och dill som blandas. Den kan serveras kall eller varm (stekt).
Varianter kan innehålla bland annat rödlök, kaviar, sardiner, böckling, majonnäs eller matjessill. Vanliga tillbehör till gubbröra kan vara knäckebröd, rostat bröd (traditionellt kavring), bakad potatis, snaps och öl.
Ursprunget till namnet gubbröra är inte känt. Gubbröra är belagt i svenska språket sedan 1923.